# Ададнерарі II
Ададнерарі II чи Адад-нірарі ІІ (аккадською «Адад прийди на допомогу») — цар Ассирії, правив у 911—890 роках до нашої ери. Син Ашшур-дана II. Один з перших царів так званого Новоассирійського царства. Поклав край внутрішнім безпорядкам. Після півторастолітньої перерви Ассирія знову розпочала великі завоювання. Ададнерарі розпочав війну з Вавилонією, йому вдалося двічі розгромити ворожу армію і захопити сам Вавилон. Однак через повагу до стародавнього релігійного та культурного центру Аданерарі не сплюндрував місто, і навіть залишив у ньому місцевого царя, який поклявся визнавати ассирійське верховенство. Ассирія анексувала область Арапху і її південний кордон перемістився до міст Дур-Курігаль-зу та Сіппар.
У 911 році здійснив успішний похід в гори Нібур (сучасний Джуді-Даг), де він підкорив область Катмух. Аданерарі здійснив кілька походів до річки Хабур, де після тривалих облог захопив кілька міст та підкорив область Катмух і землі аж до витоків Тигру. Тож Ассирія отримала плацдарм для подальшого руху до Євфрату і вторгнень у Сирію, чим і скористалися наступники царя. Ададнерарі чотири рази ходив походами в країну Наїрі.